# دهستان آبدان
آبدان، دهستانی است از توابع بخش آبدان شهرستان دیر در استان بوشهر ایران.

## جمعیت
براساس سرشماری سال ۱۳۸۵ جمعیت آن، ۱۶۶۸ نفر (با ۲۹۵ خانوار) نفر می‌باشد.